# Seleção de Críquete dos Estados Unidos
A Seleção de Críquete dos Estados Unidos representa os Estados Unidos da América em torneios oficiais realizados pelo Conselho Internacional de Críquete ou em jogos não oficiais.
A seleção é administrada pela USACA (United States of America Cricket Association) e faz parte da ICC (International Cricket Council - Conselho Internacional de Críquete) desde 1965.

## História
O críquete é praticado nos EUA desde o século XVIII e foi introduzido pelo britânicos, popularizando-se no período da guerra civil. 
Em 1844, os Estados Unidos participam do primeiro jogo internacional, contra a equipe do Canadá e no início do século XX a equipe faz parte da Conferência Cricket Imperial.
Com a mudança de nome da Conferência Cricket Imperial para Conselho Internacional de Críquete, em 1965, o time americano passa a ser um dos associados e a participar dos torneios realizado pela instituição, como o Cricket World Cup ou o ICC Trophy.